# أدولف مولر (مجدف)
أدولف مولر (بالألمانية: Adolf Möller)‏ هو مجدف ألماني، ولد في 25 أكتوبر 1877 في هامبورغ في ألمانيا، وتوفي بنفس المكان في 10 نوفمبر 1968.

## وصلات خارجية
- أدولف مولر على موقع الاتحاد الدولي للتجديف (الإنجليزية)
- أدولف مولر على موقع اللجنة الأولمبية الدولية (الإنجليزية)
- أدولف مولر على موقع أوليمبيديا (الإنجليزية)